# Hello (上戸彩の曲)
「Hello」（ハロー）は、2003年2月26日にリリースされた上戸彩の3枚目のシングル。

## 解説
- 元々は、アルバム『AYAUETO』に収録されている「Ambition」が3枚目のシングルになるはずであったが、上戸の希望で本人お気に入りの「Hello」に変更された[1]。
- レコーディングは映画『あずみ』の撮影が終了し、ドラマ『高校教師』の撮影までの期間で行われた。プロモーションビデオは関東近郊の飛行場で撮影された。
- 初回限定盤は「Hello」のPVを収録したDVD付属となっている。

## 収録曲
1. Hello
作詞・作曲・編曲：T2ya
2. Hello -symphony modulation style-
リミクサー：aquaorb
ロッテ「爽」CMソング
3. PUZZLE -New 80's remix-
リミクサー：村山晋一郎
4. Pureness -under island style-
リミクサー：T.M.O
5. Hello -instrumental-

## 収録アルバム
- AYAUETO (#1、album versionとNeoVerse & DJ Who Nu Anime Club Mix)
- BEST OF UETOAYA -Single Collection- (#1)

## 参加ミュージシャン
- 林部直樹（Guitars）
- 村山達哉（Strings）
- 川村ゆみ（Chorus）